# Torymus flavovariegatus
Torymus flavovariegatus är en stekelart som beskrevs av Gijswijt 1990. Torymus flavovariegatus ingår i släktet Torymus och familjen gallglanssteklar. Inga underarter finns listade i Catalogue of Life.